# La Vie, en gros (film)
Pour plus de détails, voir Fiche technique et Distribution.
La Vie, en gros est un film d'animation tchèque, slovaque et français réalisé par Kristina Dufková et sorti en 2024,.

## Fiche technique
Sauf indication contraire, les informations mentionnées dans cette section peuvent être confirmées par les bases de données cinématographiques IMDb et Allociné,  présentes dans la section « Liens externes ».
- Titre original : Living Large
- Réalisation : Kristina Dufková
- Scénario : Petr Jarchovsky, d'après le roman de Mikaël Ollivier
- Musique : Michal Novinski
- Décors :
- Costumes :
- Photographie :
- Animation : Noémie Besombes
- Son :
- Montage : Matej Benes
- Production : Matej Chlupacek, Agata Jelenekova et Marc Faye
- Sociétés de production : Barletta Productions et Novanima
- Société de distribution : Les Films du Préau
- Budget :
- Pays de production :  Tchéquie,  Slovaquie et  France
- Langue originale : anglais
- Format :
- Genre : Animation
- Durée : 80 minutes
- Dates de sortie :
  - France : 10 juin 2024 (Annecy)

## Distribution
- Samantha Hahn : une petite fille

## Distinction
- Festival international du film d'animation d'Annecy 2024 : Prix du jury Contrechamp